# Rivière à Simon
Pour les articles homonymes, voir Simon.
La rivière à Simon est un affluent de la rivière du Nord, coulant dans les municipalités de Wentworth-Nord, Saint-Adolphe-d'Howard, Morin-Heights, Saint-Sauveur et Piedmont, dans la municipalité régionale de comté (MRC) Les Pays-d'en-Haut, dans la région administratives des Laurentides, au Québec, au Canada.
La rivière à Simon coule principalement en zones forestières, en traversant des zones de villégiature ou urbaines. La villégiature est développée le long de son cours tels autour du lac Saint-François-Xavier et du lac Chevreuils. À partir de Morin-Heights, le cours de la rivière traverse des zones plus densément peuplées jusqu'à sa confluence.
Jusqu'au milieu du XIXe siècle, l'économie de ce bassin hydrographique était axée sur la foresterie et sur l'agriculture. Depuis le début du XXe siècle, les activités récréotouristiques se sont développées intensément.

## Géographie
La source de la rivière à Simon est située à l'embouchure du Lac à la Croix (longueur : 0,6 km ; altitude : 391 m). Ce lac de tête de la municipalité de Wentworth-Nord est situé à 0,2 km au nord du lac Saint-Victor, à 10,1 km à l'ouest du centre-ville de Morin-Heights, à 16,4 km et à l'ouest de l'autoroute 15.
À partir de l'embouchure du lac de tête, la rivière à Simon coule sur 24,2 km selon les segments suivants :
- 0,3 km vers le nord-est, jusqu'à la rive sud-ouest du lac Saint-François-Xavier ;
- 3,8 km vers le nord-est, en traversant le lac Saint-François-Xavier sur sa pleine longueur jusqu'à son embouchure située au nord-est ; le pont de la rue du Chemin-de-Fer enjambe le milieu du lac et le pont de la route Principale sépare la partie nord-est du lac ;
- 0,3 km vers le nord-est, jusqu'à la limite de Saint-Adolphe-d'Howard ;
- 0,6 km vers le nord-est dans Saint-Adolphe-d'Howard, jusqu'à la rive sud-ouest du lac Chevreuils ;
- 1,0 km vers le nord-est, en traversant le lac Chevreuils (altitude : 331 m, jusqu'au pont enjambant la baie est du lac ;
- 3,4 km vers le nord-est en longeant du côté est le chemin de Montfort, puis vers l'est en longeant le côté sud de la route 364, jusqu'à la limite de Morin-Heights ;
- 2,2 km vers l'est dans Morin-Heights en longeant le côté sud de la route 364, jusqu'au pont de la rue Bennett ;
- 1,3 km vers le nord-est, puis le sud, en passant du côté ouest du village de Morin-Heights, jusqu'au pont du chemin du village à Morin-Heights ;
- 1,7 km vers l'est en passant au sud du village de Morin-Heights et en coupant la route 364  et le chemin de Christieville, jusqu'au ruisseau Jackson (venant du sud) ;
- 4,6 km vers l'est en formant un détour vers le nord, jusqu'à la limite de Saint-Sauveur ;
- 3,5 km vers l'est dans Saint-Sauveur en coupant l'avenue de l'Église et le chemin Sinclair, jusqu'à la limite de Piedmont ;
- 0,3 km vers l'est dans Piedmont, jusqu'à l'autoroute 15 ;
- 1,2 km vers le nord-est en coupant la route 117, jusqu'à la confluence de la rivière[2].

La rivière à Simon se déverse sur la rive ouest de la rivière du Nord à la hauteur de Piedmont au pied est du Mont-Gabriel. Cette confluence est située à :
- 2,1 km à l'ouest du sommet du Mont-Olympia ;
- 1,6 km en amont du pont du chemin de la Gare à Piedmont ;
- 2,4 km en aval du pont de la rue de la Rivière à Sainte-Adèle.

Le cours inférieur de la rivière à Simon passe entre deux séries de montagnes : côté nord (Mont Maribou et Mont Gabriel) ; côté sud (Mont Christie et Mont Molson).

## Toponymie
Le terme Simon constitue un prénom d'origine française.
Le toponyme rivière à Simon a été officialisé le 6 novembre 1980 à la Banque des noms de lieux de la Commission de toponymie du Québec.